# يا حبيبي (فلم)
يا حبيبي (بالإنجليزية: My Beloved)، فيلم سينمائي استعراضي درامي رومانسي مصري، إنتاج 1960 إخراج: حسين فوزي، تأليف: حسين فوزي و مصطفى كامل حسن، تمثيَل: رشدي أباظة، ليلى طاهر، محمود المليجي، حسن فايق، نجوى فؤاد، محمود عزمي، كمال حسين، محمد ضياء الدين.

## قصة الفيلم
يدرس جلال (رشدي أباظة) الهندسة، ويعمل في إحدى الورش من أجل مساعدة أمه واستكمال دراسته، يحب جارته إلهام (ليلى طاهر)، اليتيمة الأم والأب، وتعيش مع عمها معروف (حسن فايق)، وهو مديون للمعلم قرشى (محمود المليجي)، وعليه تسديد دينه من ممتلكاته العقارية، يود قرشى الزواج من إلهام، وهي لا تزال تلميذة، ترفض إلهام رغم وعد عمها، ولأنها تحب جلال، يلتقى جلال بصديقة الطفولة سوسن (نجوى فؤاد) وقد صارت غنيه، تصحبه إلى الكازينو الذي تعمل فيه، ويقابل زميل طفولة آخر هو سمير (كمال حسين)، يعرف جلال أن سوسن هي خطيبة سامى (محمود عزمي) المقاول الذي يعمل عنده، وأن سمير يحتفظ لديه بصورة ضد سوسن يهددها بها، ويصبح لجلال خصمان هما، قرشى، وسمير، وعندما يذهب إلى مكتب المقاول يجد قرشى هناك، تدور معركة يسقط فيها سامى ويتم القبض على جلال بتهمة القتل، ويهرب قرشى. يدخل جلال السجن، ولكن سامى لم يكن قد مات، يخبر الشرطة بالحقيقة، وتقبض الشرطة على قرشى، ويعود جلال إلى الحارة سعيدًا ويستأنف علاقته مع سوسن.

## فريق العمل
- إخراج: حسين فوزي
- تأليف:
  - حسين فوزي
  - مصطفى كامل حسن
- تمثيل:
  - رشدي أباظة ... جلال
  - ليلى طاهر ... إلهام
  - محمود المليجي ... قرشي
  - حسن فايق ... عم إلهام
  - نجوى فؤاد ... سوسن
  - محمود عزمي ... سامى
  - كمال حسين ... سمير
  - محمد ضياء الدين ... '
  - ندى ... بسكوته

## اغانى الفيلم

### تأليف
- إسماعيل الحبروك
- محمود فهمى إبراهيم
- عبد الله حسن

### تلحين
- محمد ضياء الدين

## روابط خارجية
- مقالات تستعمل روابط فنية بلا صلة مع ويكي بيانات